# Ла Тигра (Коалкоман де Васкез Паљарес)
Ла Тигра (шп. La Tigra) насеље је у Мексику у савезној држави Мичоакан у општини Коалкоман де Васкез Паљарес. Насеље се налази на надморској висини од 1038 м.

## Становништво
Према подацима из 2010. године у насељу је живело 6 становника.

### Хронологија
| Година       | 2000        | 2005      | 2010 |
| ------------ | ----------- | --------- | ---- |
| Становништво | 18 (7 / 11) | 8 (6 / 2) | 6    |

### Попис
| # | Индикатор                     | Вредност |
| - | ----------------------------- | -------- |
| 1 | Укупно домаћинстава           | 3        |
| 2 | Укупно насељених домаћинстава | 1        |
| 3 | Величина локације             | 1        |